# Bag of Bones
Bag of Bones je deveti studijski album švedskog heavy metal sastava Europe.

## Popis pjesama
1. "Riches to Rags" (Joey Tempest, John Levén) – 3:05
2. "Not Supposed to Sing the Blues" (Joey Tempest) – 5:13
3. "Firebox" (Joey Tempest, Mic Michaeli) – 3:46
4. "Bag of Bones" (Joey Tempest) – 5:31
5. "Requiem" [instrumental] (Mic Michaeli) – 0:28
6. "My Woman My Friend" (Joey Tempest, John Levén) – 4:25
7. "Demon Head" (Joey Tempest, John Levén, John Norum) – 3:58
8. "Drink and a Smile" (Joey Tempest, Mic Michaeli) – 2:21
9. "Doghouse" (Joey Tempest) – 3:58
10. "Mercy You Mercy Me" (Joey Tempest, John Norum) – 4:31
11. "Bring It All Home" (Joey Tempest, Mic Michaeli) – 3:39

## Popis pjesama naLPizdanju

### Strana A
1. "Riches to Rags" (Joey Tempest, John Levén) – 3:05
2. "Not Supposed to Sing the Blues" (Joey Tempest) – 5:13
3. "Firebox" (Joey Tempest, Mic Michaeli) – 3:46
4. "Bag of Bones" (Joey Tempest) – 5:31
5. "Requiem" (Mic Michaeli) – 0:28
6. "My Woman My Friend" (Joey Tempest, John Levén) – 4:25

### Strana B
1. "Demon Head" (Joey Tempest, John Levén, John Norum) – 3:58
2. "Drink and a Smile" (Joey Tempest, Mic Michaeli) – 2:21
3. "Doghouse" (Joey Tempest) – 3:58
4. "Mercy You Mercy Me" (Joey Tempest, John Norum) – 4:31
5. "Bring It All Home" (Joey Tempest, Mic Michaeli) – 3:39

## Izvođači
- Joey Tempest - vokal, prateći vokal
- John Norum - gitara
- John Levén - bas-gitara
- Mic Michaeli - klavijature, prateći vokal
- Ian Haugland - bubnjevi